# Zoë Quinn
Zoë Quinn es una desarrolladora estadounidense profesional en el desarrollo y programación de videojuegos, quien también se dedica a la escritura y al arte independiente.

## Primeros años
Quinn nació en 1987 y creció en un pequeño pueblo cerca de las Montañas Adirondack en Nueva York. Solía jugar videojuegos durante su crecimiento, siendo Commander Keen uno de sus favoritos. Cuando era adolescente, sufría de depresión y le diagnosticaron la enfermedad a la edad de 14 años. Después de terminar la secundaria, empezó trabajando en una serie de empleos como cantante en bandas punk, empleado en GameStop y trabajos como estríper y en el modelaje erótico, pero lo dejó debido a que no encajaba bien con su timidez. A la edad de 24, se mudó a Canadá e hizo su primera incursión en la programación de videojuegos. Su primer juego fue el resultado de un curso de seis semanas sobre creación de videojuegos al que asistió después de ver un anuncio en un periódico. En una entrevista posterior para el New Yorker, dijo: "Sentí que había encontrado mi vocación".

## Carrera

### Depression Quest
Una de sus primeras obras creativas fue Depression Quest, un juego de ficción interactiva que detalla la vida problemática de una persona que sufre de depresión. El juego, lanzado en línea como un videojuego de navegador en febrero de 2013, fue recibido positivamente por los críticos pero generó una reacción negativa por parte de entusiastas de videojuegos quienes sostenían que el juego recibió una cantidad excesiva de atención en comparación con su calidad. Depression Quest fue destacado en un artículo de Playboy como uno de varios videojuegos que tratan sobre la experiencia subjetiva de la depresión.
Quinn publicó el juego en el servicio Steam Greenlight, retirándolo consecutivamente luego de recibir comentarios despectivos, llamadas sexualmente explícitas y hate mail por parte de usuarios del tablón de imágenes Wizardchan. Quinn volvió a intentarlo y fue aceptado por Greenlight en enero de 2014, y fue lanzado en Steam en agosto de ese año.

### Ciberacoso y Gamergate
| Solía ir a eventos de juegos y sentía que iba a casa ... Ahora es como ... ¿Alguna de las personas con las que estoy actualmente en la sala, son las mismas que dijeron que querían matarme a golpes? —Quinn en una entrevista con BBC News |

El 16 de agosto de 2014, Eron Gjoni, exnovio de Quinn, publicó un largo blog en WordPress detallando su relación con Quinn titulado "The Zoe Post", en donde acusaba a Quinn de haberlo engañado con cinco hombres diferentes, incluido su jefe Joshua Boggs y el periodista de videojuegos Nathan Grayson, a cambio de promocionar su videojuego y recibir reseñas positivas sobre el mismo.
Dichas acusaciones, y la supuesta censura por parte de los medios, fueron el detonante de lo que sería el Gamergate. Quinn sufrió un largo período de hostigamiento que incluyó doxing, hackeo de sus cuentas y amenazas de violación y muerte. El hostigamiento relacionado al Gamergate resultó en un amplio reconocimiento por parte de la industria y los medios del sexismo en los videojuegos.
En enero de 2015, Zoe cofundó Crash Override Network, un grupo de apoyo a víctimas de acoso online que unió fuerzas con la Online Abuse Prevention Initiative de Randi Harper en marzo de ese mismo año. En agosto de 2016, un exmiembro reveló conversaciones archivadas del grupo que mostraban que varios de sus miembros, incluido Randi Harper, planifican regularmente campañas de hostigamiento, abuso o difamación contra simpatizantes del Gamergate.
El 24 de septiembre de ese mismo año, habló junto a Anita Sarkeesian en las Naciones Unidas sobre el acoso en línea. En su discurso, Quinn habló sobre la necesidad de que las compañías de tecnología proporcionen una moderación y términos de servicio adecuados que protejan a los grupos marginados. También expresó su preocupación por brindar mejores protecciones a mujeres transgénero y víctimas de violencia doméstica en Internet.
En septiembre de 2017, publicó un libro acerca de sus memorias del Gamergate. El libro, Crash Override: How Gamergate (Nearly) Destroyed My Life, and How We Can Win the Fight Against Online Hate, recibió críticas generalmente positivas elogiando la interpretación matizada y cuidadosa de Quinn sobre sus acosadores, pero lamentando el flujo narrativo "disperso" del libro. El libro también fue nominado al Premio Hugo por mejor libro de no ficción. La productora de cine Amy Pascal obtuvo los derechos para una adaptación cinematográfica del libro.

### Otros proyectos
Quinn había trabajado en los videojuegos Fez, Jazzpunk, y They Bleed Pixels.
Quinn creó la Lista de ayuda para desarrolladores de juegos (en inglés: Game Developer Help List), diseñada para poner en contacto a los desarrolladores de juegos experimentados y novatos. En 2014, tenía la intención de ser parte del cancelado reality show de YouTube con el nombre clave "Game_Jam", que estaba destinado a reunir a una serie de destacados desarrolladores de juegos independientes.
En 2015, trabajó en consultoría de diseño narrativo para el juego de iOS Framed, de Loveshack Entertainment. Ese mismo año, contribuyó escribiendo un capítulo en los libros Videogames for Humans. y The State of Play: Sixteen Voices on Video Games. Además, apareció en el documental GTFO y escribió un escenario para "Widow's Walk", una expansión para el juego de tablero Betrayal at House on the Hill, lanzada en 2016.
En junio del 2018, su carrera como persona escritora de cómics inició con el anuncio de Goddess Mode, un cómic escrito por Quinn e ilustrado por Robbi Rodriguez, el cual se volvió uno de los últimos cómics lanzado por el sello de DC Vertigo.

### Proyectos futuros
En agosto del 2016, se anunció que Quinn estaba trabajando en un videojuego de simulación de citas FMV basado en las novelas eróticas de Chuck Tingle con el título provisional "Project Tingle". En octubre de ese mismo año, se anunció una campaña de Kickstarter para lograr cubrir los costos del juego. La campaña de Kickstarter logró recaudar 85 mil dólares de los 69,420 previstos. Sin embargo, no ha habido actualizaciones sobre el juego desde agosto de 2018, con Quinn reclamando que se había quedado sin fondos "hace mucho tiempo".
En marzo de 2019, se anunció que Quinn estuvo trabajando en el diseño narrativo para el futuro proyecto de Heart Machine, Solar Ash Kingdom.
En julio de 2019, se anunció que Quinn estaba trabajando en la historia de los nuevos cómics de Los locos Addams y una historia de Gata Infernal para Marvel.

## Vida personal
Quinn tiene interés en el perfeccionamiento humano, y se implantó un chip NTAG216 en el dorso de la mano que puede programarse para realizar varias funciones, usándolo por primera vez para cargarlo con el código de descarga del juego Deus Ex. También tiene un implante magnético en su dedo anular izquierdo.
En enero del 2017, Quinn anunció que se identificaba como no cisgénero. Comentando al respecto sobre su persona, dijo en una entrevista con New York: "Estoy yo, y luego está la idea que otras personas tienen de mí, y si piensan que soy una especie de héroe de Internet o si piensan que soy una clase de Satanás de Internet, eso todavía no soy yo". Quinn utiliza el pronombre they singular.